# Galinthias
Galinthias (altgriechisch Γαλινθιάς Galinthiás), bei Ovid auch Galanthis (Γαλανθίς Galanthís), war in der griechischen Mythologie die Magd der Alkmene, die durch ihre Dienstfertigkeit dieser besonders lieb geworden war.
Als die quälenden, schmerzvollen Wehen der mit Herakles schwangeren Alkmene nunmehr bereits sieben Tage und sieben Nächte andauerten, die Geburtsgöttin Eileithyia jedoch nur vor der Tür auf dem Altar hockte, mit verschränkten Armen ihre Knie umklammerte und damit die Geburt verzögerte, kam Galinthias der Verdacht, dass Hera wohl aus Eifersucht dieses Ungemach angezettelt hatte. So griff sie zu einer List und sagte zu Eileithyia, wer immer sie sei, sie möge der Hausherrin Glück wünschen, denn diese habe soeben einem Jungen das Leben geschenkt.
Sogleich sprang Eileithyia überrascht auf und ließ erschrocken die verschränkten Arme sinken, wodurch der Bann gebrochen wurde und Alkmene erfolgreich entbinden konnte. Galinthias soll Eileithyia ob der Täuschung ausgelacht haben. Diese packte daraufhin Galinthias, drückte sie zu Boden und verwandelte sie in ein Wiesel oder ein Ichneumon (γαλῆ galḗ). Dessen nicht genug bestimmte sie, dass Galinthias, da diese der Gebärenden mit ihrem lügenhaften Mund geholfen hatte, ihre eigenen Kinder zukünftig durch selbigen gebären solle.
Hekate hatte jedoch Mitleid mit Galinthias und machte sie zu ihrer heiligen Dienerin.
Herakles erinnerte sich später ihrer Wohltat gegenüber seiner Mutter, stellte Galinthias’ Bild neben seinem Haus auf und brachte ihm Opfer dar. Dies sahen die Thebaner, was dazu führte, dass später beim Fest des Herakles zuerst der Galinthias geopfert wurde.